# Epimeciodes
Epimeciodes là một chi bướm đêm thuộc họ Erebidae.